# Bergsstyrelsen
Bergsstyrelsen (finska: Vuorihallitus) var ett finländskt centralt ämbetsverk, som grundades 1821 för att i Finland ersätta Bergskollegium.
Finland hade under den svenska tiden utgjort ett bergslag, eller ett bergmästardistrikt under Bergskollegium. 
Bergsstyrelsen leddes av en intendent under Senatens finansexpedition. Inom ämbetet fanns bergmästare, övermasmästare, bergsproberare och bergsingenjörer. 
Bergsstyrelsen upphörde 1884, varvid arbetsuppgifterna överfördes på Industristyrelsen.
Överintendent var 1824–1855 Nils Nordenskiöld, som betraktas som den finländska mineralogins fader.